# Renaud de Briey
Pour les autres membres de la famille, voir Famille de Briey.
Pour les articles homonymes, voir Briey.
Rainald ou Renaud de Briey est un chevalier croisé mort lors de la première croisade en 1097 à la bataille de Nicée.
Son nom et son blason figurent dans la première des salles des Croisades du musée du château de Versailles.

## Biographie
Il est exécuteur, avec son frère Constantin, de la charte de la comtesse Mathilde de Toscane en 1096, pour la dotation du monastère de Saint-Pierremont. Il est des premiers seigneurs de la Lorraine qui, avec Louis de Bar (de Montbéliard), comte de Mousson, témoin de cette charte, prennent la croix pour la conquête de la Terre-Sainte, en la même année 1096. Il est tué en 1097 à la bataille de Nicée en protégeant la retraite des chrétiens. Sa famille est connue :
« Tandis qu’en Italie, Mathilde de Toscane poursuit inlassablement son combat et celui de la papauté contre les prétentions de Henri IV du Saint-Empire, un homme, à Briey, gère le château et la châtellenie qui n’est pas du tout un comté : c’est l’avoué Albert de Briey. »

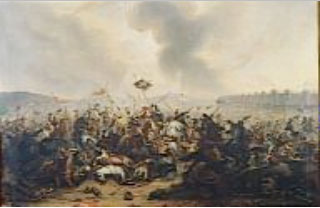
Bataille sous les murs de Nicée.

Renaud est le frère ou le parent de Richer de Briey, évêque de Verdun, et de Jean de Thionville. Sa famille est probablement originaire des Ardennes belges, inféodée à Godefroy le Barbu ou peut-être une branche cadette de cette Maison d'Ardennes. Avoué de Briey depuis 1076, Albert est sans titre particulier, mais certainement de haute naissance (il mariera son fils aîné à l’héritière du seigneur d’Aspremont). Laurent de Liège, religieux de l’abbaye de Saint-Vanne à Verdun, dans sa chronique des évêques de Verdun de 1048 à 1114, en abordant la vie de l’évêque Richer, mort en 1107, souligne le crédit qu’Albert de Briey, Bezelin et Jean, frères de ce prélat, avaient à la cour de l’empereur Henri IV :
« Anno dominicoe incarnationis 1088 […] electus est decanus Metensis ecclesiae Richerus […] fratres suos Albertum, Bezelinum et Johannem viros nobilissimos Coesari dedit obsides. »
Selon P. Lainé, l'actuelle Maison de Briey (de Landres) descend directement, d'hoir en hoir, de Jean de Thionville mentionné ci-dessus.
Ses arrière-petits-enfants, Henri et Oury de Briey, furent particulièrement remarqués au tournoi de Chauvency (1285)
Le terme Viros Nobilissimos vu ci-dessus est particulièrement remarquable. Cette épithète était réservée aux têtes couronnées, aux ducs et aux comtes issus de sang royal.